# Adesmus colligatus
Adesmus colligatus är en skalbaggsart som först beskrevs av Ludwig Redtenbacher 1868.  Adesmus colligatus ingår i släktet Adesmus och familjen långhorningar.
Artens utbredningsområde är Paraguay. Inga underarter finns listade i Catalogue of Life.